# Yuanbaoshan
Yuanbaoshan är ett stadsdistrikt i Chifeng i den autonoma regionen Inre Mongoliet i norra Kina.